# Centraal-Jakoetische Vallei

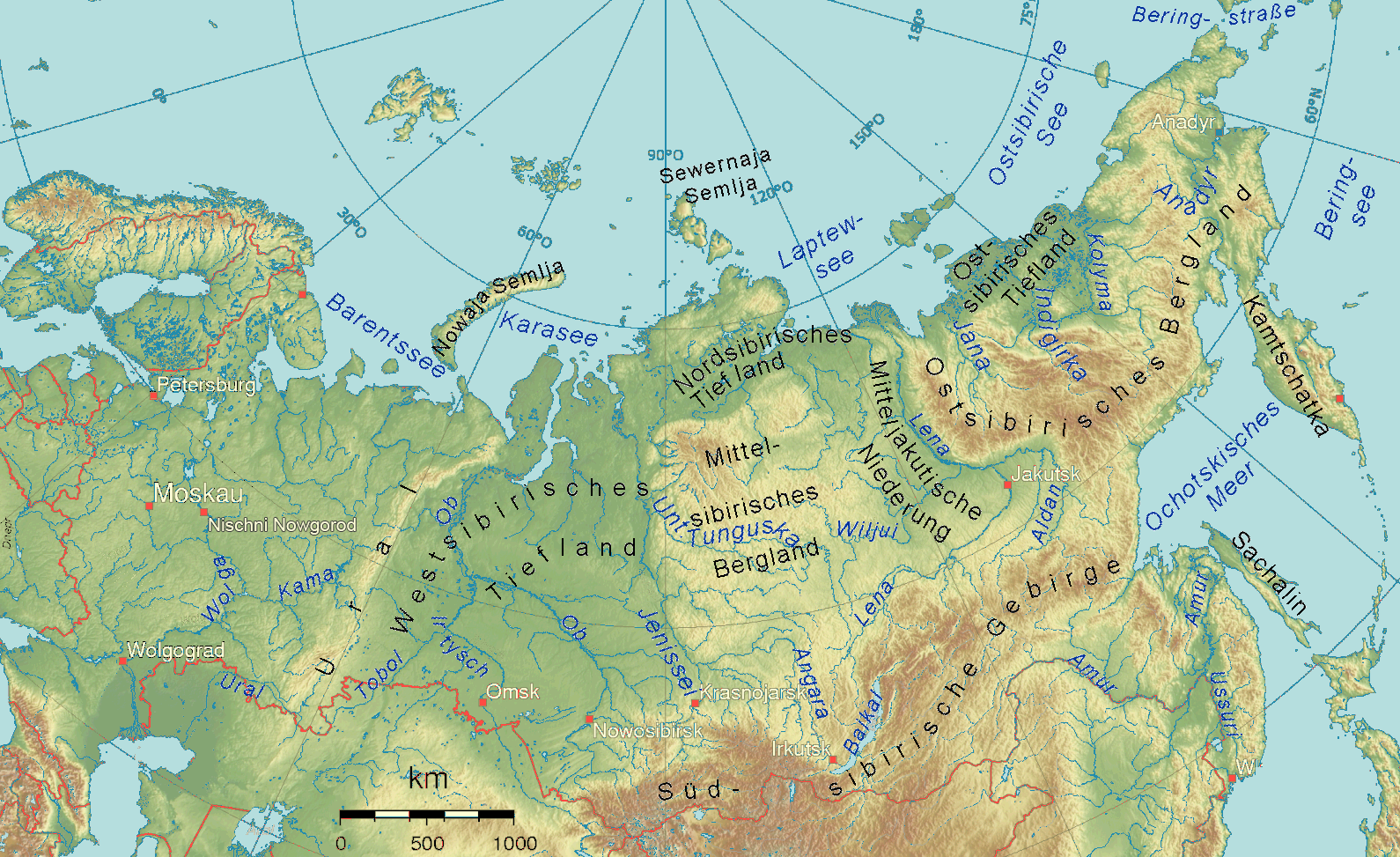
Topografische kaart van Siberië, met daarop onder meer de Centraal-Jakoetische Vallei

De Centraal-Jakoetische Vallei (Russisch: Центральноякутская низменность; Tsentralnojakoetskaja nizmennost of Центральноякутская равнина; Tsentralnojakoetskaja ravina) of Viljoej-laagland (Вилюйская низменность; Viljoejskaja nizmenost) is een van de acht Russische grootlandschappen in Oost-Siberië, Rusland, gelegen in het interfluvium van de Lena en de Viljoej ten noorden van Jakoetsk. 

## Geografie
De Centraal-Jakoetische Vallei omvat hoofdzakelijk het benedendal van de Lena en de Viljoej, maar ook het onderste gedeelte van het Aldandal. Daar bevindt de vallei zich in Jakoetië tussen het westelijker liggende Midden-Siberisch Bergland en het oostelijker liggende Oost-Siberisch Bergland. Het vormt een laaggelegen vlakte met hoogtes tot 400 meter en wordt doorsneden door een groot aantal rivieren.
In het gebied mondt de Viljoej in de Lena uit. De rivieren hebben met hun sedimentafzettingen een uitgestrekt laagland gevormd, dat zich naar het noorden in de richting van de monding van Lena versmalt. Eens dit punt gepasseerd vloeit de stroom in haar grote mondingsdelta aan de Laptevzee waarin ze uitmondt. 
Zoals vele Noord-Siberische landschappen wordt ook deze vallei door moerassen, taiga en toendra bedekt. Ze werd ook door gletsjers in de ijstijden gevormd en door het smeltwater dat na de ijstijden uit gletsjers stroomde. Bijna de hele vallei wordt gedomineerd door permafrost. Er bevinden zich ook alassen en boelgoennjachi (permafrost-reliëf in de vorm van koepelvormige verhogingen met een hoogte tot 300 tot 400 meter met een kern van ijs).
In het noordwestelijke deel bevinden zich de Toekoelan, een gebied met zandduinen die gevormd zijn door een eolisch proces.
Er bevinden zich ertslagen met bitumeuze steenkool, ijzererts en andere metalen, aardgas, goud, diamant en mica. De vallei is begroeid met lariks- en dennenbossen met doorsnijdingen van berkenbossen en grassteppes. De vlakte is mede vanwege het strenge landklimaat erg dunbevolkt.

## Rivieren
- Lena
- Viljoej
- Aldan

## Steden
- Viljoejsk
- Sangar
- Zigansk
- Kjoesjoer